# Enicospilus diminutus
Enicospilus diminutus là một loài tò vò trong họ Ichneumonidae.